# TCG Unitech
Die TCG Unitech GmbH ist ein österreichischer Automobilteilzulieferant mit Hauptsitz in Kirchdorf an der Krems. An fünf Standorten (vier in Österreich und ein Joint Venture in China) werden unter anderem Druckguss- sowie Spritzgussteile hergestellt. Zu den bekanntesten Kunden der Firma zählen zum Beispiel Bugatti, Porsche, Continental, Daimler und Rolls-Royce. Derzeitiger Geschäftsführer ist Thomas Schmalzer.
Zur Herstellung von Gussteilen wie Lenkgehäusen, Kühlern und Nockenwellenträgern werden nach eigenen Angaben jährlich rund 15.060 Tonnen Aluminium und 1.650 Tonnen Magnesium verarbeitet. Das Unternehmen erwirtschaftete 2017 mit ca. 1100 Mitarbeitern rund 220 Mio. € Umsatz. 2018 kaufte die italienische Gnutti Carlo Group 100 % des Unternehmens.
Am 19. November 2024 meldete die TCG-Unitech GmbH 882 der 960 Mitarbeiter beim Frühwarnsystem des Arbeitsmarktservices zur Kündigung an.